# Rudie Liebrechts
Rudie Liebrechts (Vlaardingen, 6 september 1940) is een voormalig Nederlands langebaanschaatser en wielrenner.

## Biografie
Zijn grootste succes haalde Liebrechts in 1961, toen hij brons won bij het Wereldkampioenschap schaatsen heren allround in Göteborg, achter landgenoot Henk van der Grift en de Rus Viktor Kositsjkin. Dit herhaalde
hij in 1964 in Helsinki, waar hij brons won achter Knut Johannesen en Viktor Kositsjkin.
Het volgende jaar verbeterde hij op de ijsbaan van Oslo het wereldrecord 3000 meter. Liebrechts werd tweemaal Nederlands kampioen, in 1963 en 1964. Op 13 januari 1963 in Deventer verbeterde hij het Nederlands record op de 5000 meter. Dit record hield drie jaar stand en werd in 1966 door Ard Schenk verbeterd.
Rudie Liebrechts was ook een redelijk succesvol wielrenner; in 1965 won hij de Ronde van Gouda.

## Persoonlijke records
| Afstand      | Tijd    | Datum            | Baan   |
| ------------ | ------- | ---------------- | ------ |
| 500 meter    | 41,7    | 26 januari 1966  | Davos  |
| 1000 meter   | 1.27,6  | 28 februari 1967 | Inzell |
| 1500 meter   | 2.06,6  | 30 januari 1966  | Inzell |
| 3000 meter   | 4.26,8  | 25 februari 1965 | Oslo   |
| 5000 meter   | 7.35,9  | 30 januari 1966  | Inzell |
| 10.000 meter | 15.53,7 | 6 februari 1966  | Oslo   |

### Wereldrecords
| Nr.  | Afstand                  | Tijd    | Datum            | Baan         |
| ---- | ------------------------ | ------- | ---------------- | ------------ |
| jr1. | 10.000 meter (junioren)* | 16.51,2 | 19 februari 1961 | Goteborg     |
| 1.   | 3000 meter               | 4.26,8  | 25 februari 1965 | Oslo-Bislett |

* = officieus wereldrecord

#### Wereldrecords laaglandbaan (officieus)
| Nr. | Afstand    | Tijd   | Datum            | Baan  |
| --- | ---------- | ------ | ---------------- | ----- |
| 1.  | 3000 meter | 4.40,9 | 11 februari 1961 | Hamar |
| 2.  | 3000 meter | 4.26,8 | 25 februari 1965 | Oslo  |

## Resultaten
| Jaar | NK Allround | EK Allround | Olympische Spelen             | WK Allround |
| ---- | ----------- | ----------- | ----------------------------- | ----------- |
| 1961 |             | 11e         |                               | Brons       |
| 1962 | NC39        | NC33        |                               | NC23        |
| 1963 | Goud        | 8e          |                               | 9e          |
| 1964 | Goud        | 5e          | 10e 1500m 8e 5000m 4e 10.000m | Brons       |
| 1965 | Zilver      | 4e          |                               | 6e          |
| 1966 | Brons       | 8e          |                               | 8e          |
| 1967 | 5e          | 12e         |                               | NC18        |
| 1968 | 9e          | -           | -                             | -           |

### Medaillespiegel
| Kampioenschap | Goud | Zilver | Brons |
| ------------- | ---- | ------ | ----- |
| NK Allround   | 2    | 1      | 1     |
| WK Allround   | 0    | 0      | 2     |